# Mesocyclops obsoletus
Mesocyclops obsoletus – gatunek widłonoga z rodziny Cyclopidae. Opisał go w 1838 roku niemiecki przyrodnik Carl Ludwig Koch, nadając mu nazwę Cyclops obsoletus.